# Asimina triloba
Asimina triloba är en kirimojaväxtart som först beskrevs av Carl von Linné, och fick sitt nu gällande namn av Michel Félix Dunal. Asimina triloba ingår i släktet Asimina och familjen kirimojaväxter. Inga underarter finns listade i Catalogue of Life.
Asimina trilobata, pawpaw eller paw paw, växer vild i mellersta, södra och östra delarna av USA samt i Ontario i Kanada där man börjat med kommersiell odling.

## Beskrivning
A. Triloba är en stor buske eller ett litet träd som når en höjd av 11 m (35 fot), sällan 14 m (45 fot), med stammar som är 20-30 cm (8-12 tum) eller mer i diameter. Papayaträdets stora blad är symmetriskt placerade i ändarna av grenarna, vilket ger trädets bladverk ett distinkt fläckigt utseende.
Bladen hos denna art är enkla, alternerande och spiralformade, hela, lövfällande, obovata-lansettlika, 25-30 cm långa, 10-13 cm breda, kilformade vid basen, med skarp topp och hel kant, med en utskjutande mittnerv och primära vener. Petioles korta och tjocka, med en framträdande adaxial skåra. Klåpare är frånvarande. De växande bladen är rundade, gröna, rostfärgade på undersidan och ludna på ovansidan; när de är fullvuxna är de släta, mörkgröna på ovansidan och blekare på undersidan. När bladen gnids avger de en obehaglig lukt som liknar den från grön paprika. På hösten blir bladen rostgula, vilket gör det möjligt att upptäcka papayabuskar på långt håll.
Papaya kan växa i halv eller hel sol, men tål mer skugga än andra fruktträd.
Blommorna är perfekta, ca 3-5 cm i diameter, djupt rödlila eller rödbruna vid mognad, med tre kelkblad och sex kronblad. De växer en och en på tjocka, håriga, axillära stjälkar. Blommorna blommar tidigt på våren, samtidigt som de nya bladen kommer fram eller lite tidigare, och har en svag stinkande eller jästliknande doft.

## Bildgalleri

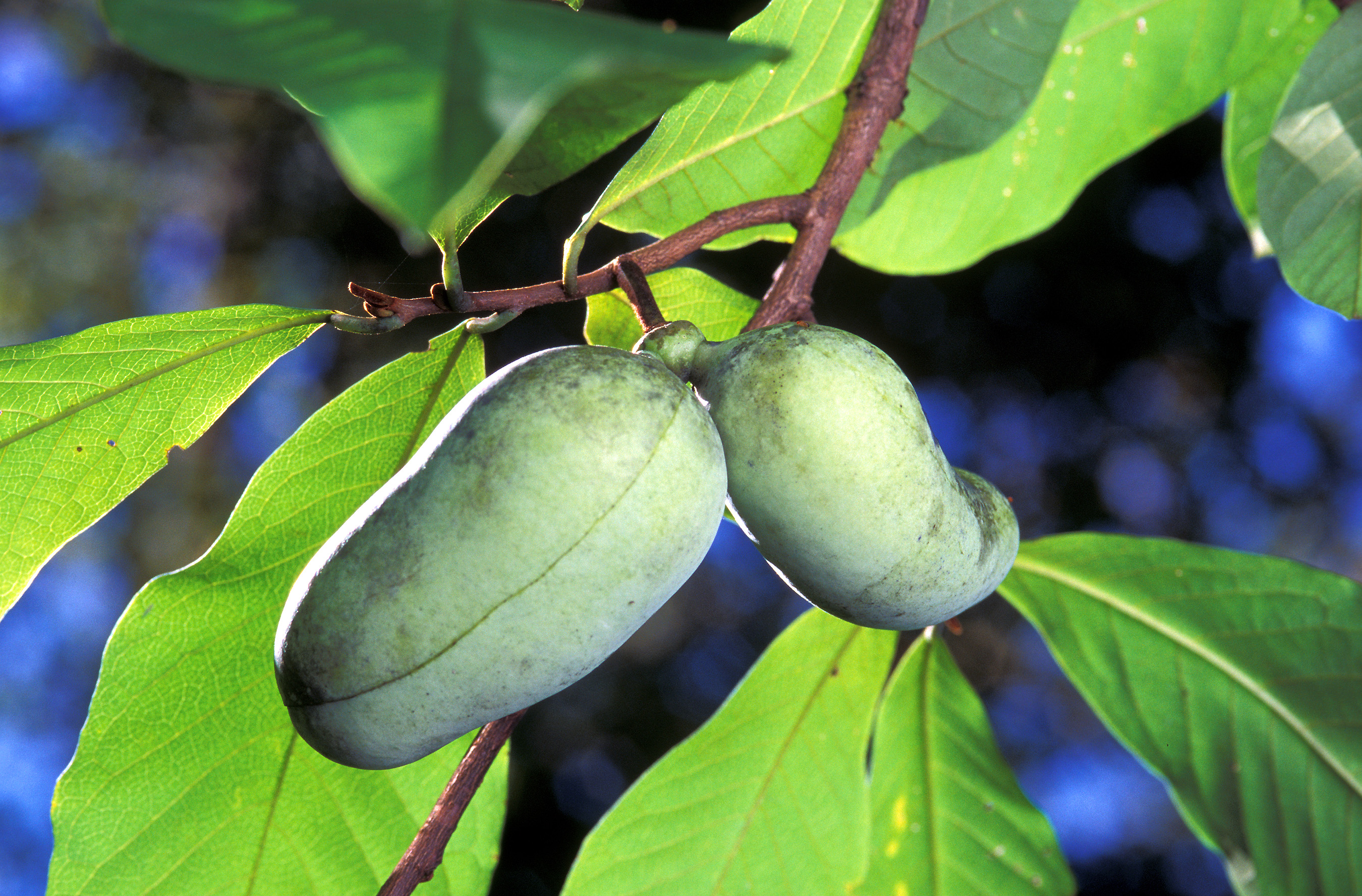
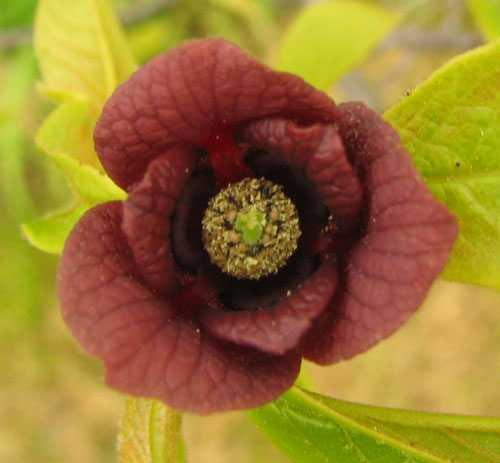
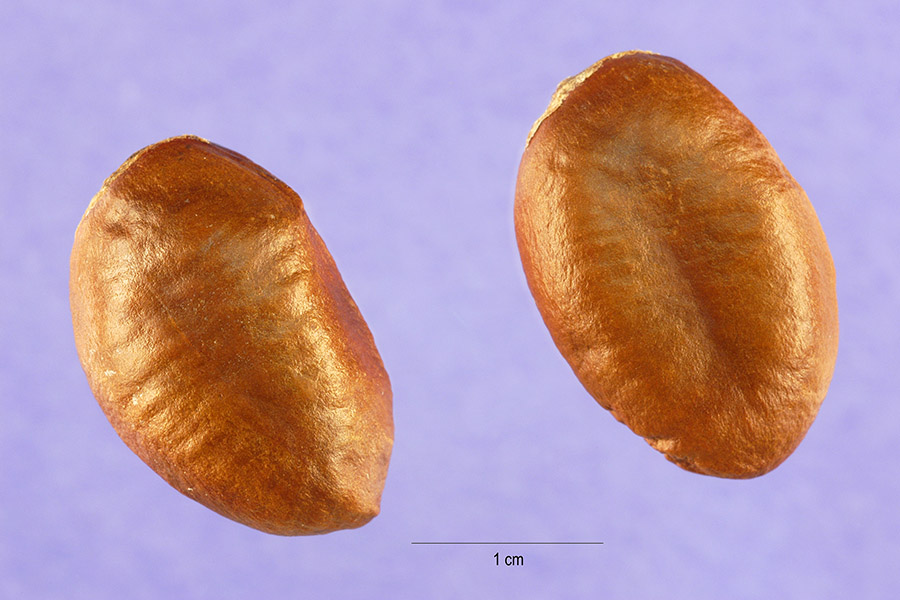
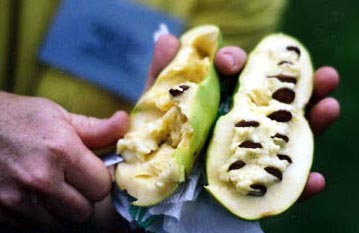
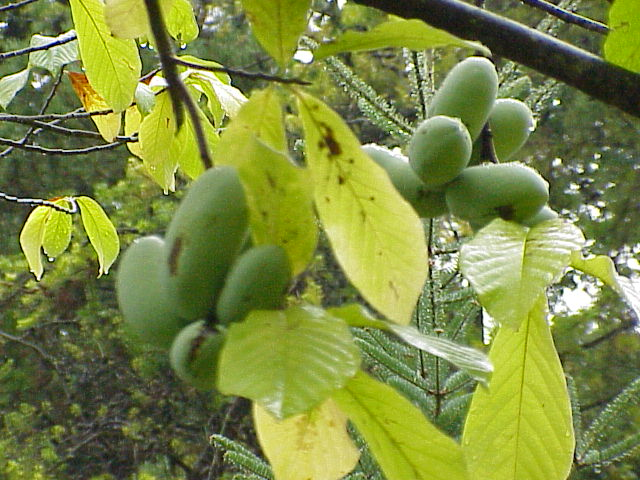
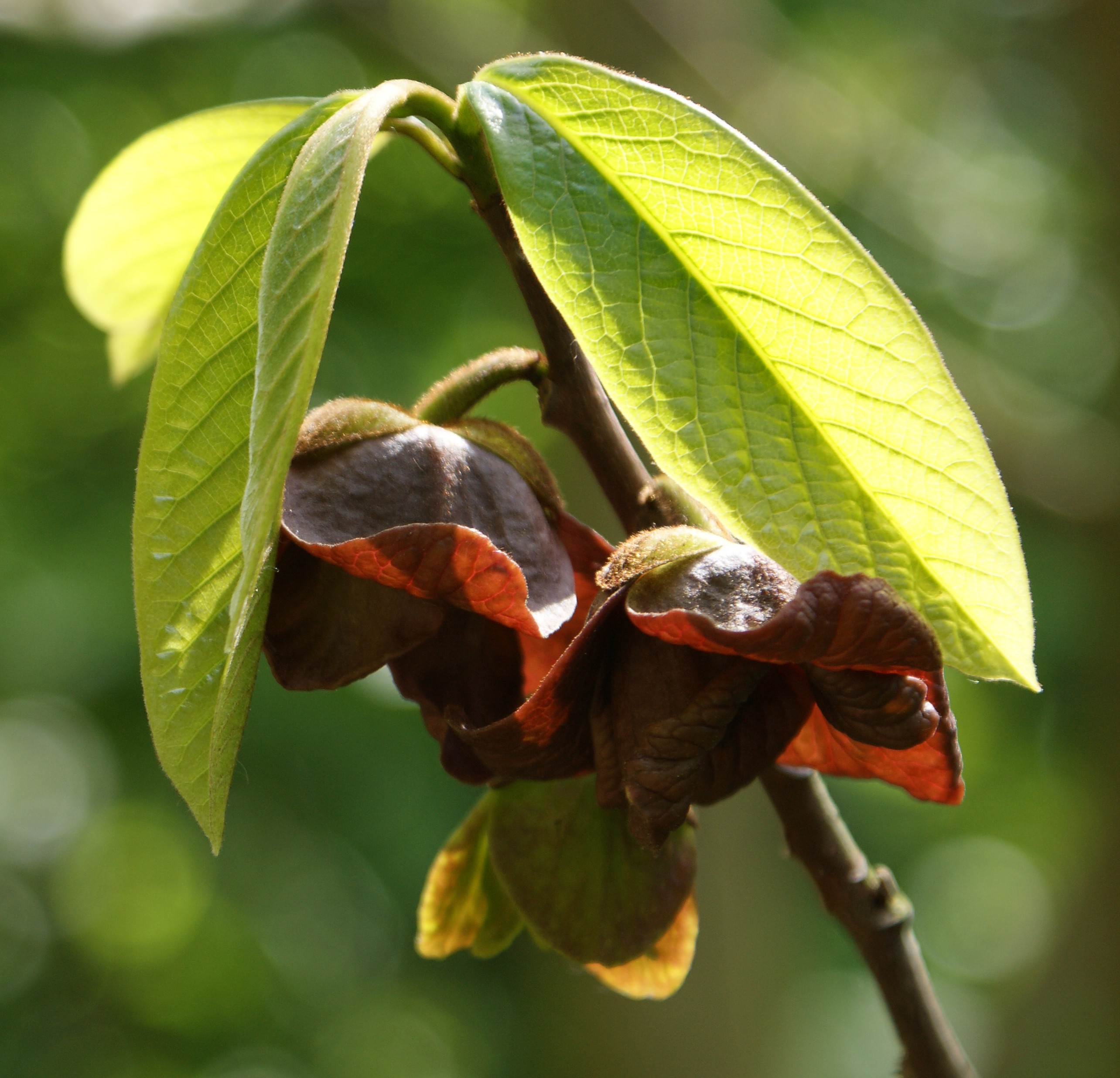